# Jamské pleso
Jamské pleso (deutsch Jamsko-See, ungarisch Jamszkó-tó, polnisch Jamski Staw) ist ein kleiner Bergsee auf der slowakischen Seite der Hohen Tatra.
Er befindet sich im unteren Teil des Tals Važecká dolina (deutsch Handeltal) und seine Höhe beträgt 1447 m n.m.. Seine Fläche liegt bei 6830 m², er misst 150 × 70 m und ist bis zu 4,5 m tief. Der See liegt in einem Waldgebiet westlich von Biely Váh, einem der Quellflüsse des längsten slowakischen Flusses Waag.
Der See erhielt seinen Namen nach der Lage auf einer durchfurchten Terrasse, nach der das Gelände den slowakischen (und polnischen) Namen Jamy (in deutschen und ungarischen Quellen Jami), wörtlich „Gruben“, trägt.
Am See vorbei führt der rot markierte Wanderweg Tatranská magistrála zwischen Podbanské und Štrbské Pleso, der am Abzweig Rázcestie pri Jamskom plese nördlich des Sees den blau markierten Wanderweg vom Parkplatz Jambrichovo bis zum Gipfel des Kriváň trifft. 1936 errichtete Gustáv Nedobrý, einer der Gründer des slowakischen Bergsteigerverbands JAMES, eine ganzjährig geöffnete Schutzhütte namens Nedobrého chata am Ufer des Sees. Aus Wettbewerbsgründen hieß die Hütte auch Krivánska chata (Kriváň-Hütte) und der See Krivánske pleso. Im Februar 1943 wurde sie bei einem Brand schwer beschädigt und im August 1944 durch eine SS-Einheit vollkommen zerstört.